# Giovanni Alvarez
Giovanni Alvarez, född 17 januari 1980 i Stockholm, död 26 september 2016, var en svensk boxare. Han var yngre bror till boxaren Fredrik Alvarez.
Alvarez började boxas vid 7 års ålder. Alvarez blev som amatör flerfaldig svensk mästare, Som ung amatör representerade han Norrköpingsklubben NBK/Akilles i slutet av 1990-talet. 1997 vann den då 17-årige Alvarez SM-guld blev därmed den yngste svenske mästaren någonsin i seniorklassen. Han tog hem silver i ungdoms-EM i Italien 1996. Hans främsta merit som amatörboxare blev brons i junior-VM i Argentina år 1998.
Alvarez blev proffsboxare vid 20 års ålder. År 2004 vann han EBU:s EU Europa titel i lätt tungvikt
Efter karriären flyttade Alvarez till den italienska sydkusten. Tillsammans med sin familj drev han hotellet "Hotel Il Baronetto" utanför staden San Marco Argentano.